# Bergwerk West
Das Bergwerk West der Deutschen Steinkohle AG (DSK) entstand 2001 durch Vereinigung der selbständigen Bergwerke Friedrich Heinrich (Kamp-Lintfort) und Rheinland mit dem Bergwerk Niederberg.
Die letzte Schicht erfolgte am 21. Dezember 2012; am 31. wurde das Bergwerk stillgelegt.

## Bergwerksgeschichte
Die Zusammenfassung erfolgte überwiegend grubenfeldtechnisch unter Konzentration der Förderung auf der Förderanlage Friedrich Heinrich 1/2. Die Anlage wurde zunächst unter dem Namen Friedrich Heinrich / Rheinland geführt, und später nach dem Zusammenschluss mit Niederberg in 'Bergwerk West’ umbenannt.
Das Bergwerk Rheinland, welches aus den Schachtanlagen Pattberg 1/2, Rossenray 1/2, Rheinpreußen 8, Rheinpreußen 9 und Rheinberg bestand, wurde aufgeteilt. Das nördliche und westliche Grubenfeld mit den Schachtanlagen Pattberg und Rossenray wurden an Friedrich Heinrich angeschlossen. Die Schachtanlage Pattberg 1/2 wurde als Förderanlage stillgelegt und die Schächte später verfüllt (Abbruch der Fördergerüste Pattberg 1 1995 und Pattberg 2 1998).
Das Ostfeld und Nordostfeld mit den Schächten Rheinpreußen 8 und 9 sowie Rheinberg wurden an das Bergwerk Walsum in Duisburg angeschlossen.
Im Jahr 2001 erfolgte der Anschluss der Zeche Niederberg in Neukirchen-Vluyn an das Bergwerk West. Hierbei wurde der Förderstandort Niederberg 1/2/5 mit den Nebenanlagen Niederberg 3 und 4 aufgegeben und stillgelegt.
2002 begann der Widerstand gegen Pläne, Kohle unter dem Rhein abzubauen und anschließend aufwändige Deiche links und rechts des abgesunkenen Flussbettes zu bauen.
Am 29. Januar 2007 vereinbarten die Landesregierungen und die Bundesregierung (damals eine schwarz-rote Koalition (Kabinett Merkel I)) einen Ausstieg aus der Steinkohleförderung. Das Land NRW (damals regiert von einer schwarz-gelben Koalition unter Jürgen Rüttgers (Kabinett Rüttgers)) behielt sich eine 'Revisionsklausel' vor (Näheres hier).
Zuletzt umfasste das Bergwerk West die Förder- und Seilfahrtschachtanlage Friedrich Heinrich 1/2, den Seilfahrt- und Wetterschacht Friedrich Heinrich 4 sowie die Bergeförderungs- und Seilfahrtschachtanlage Rossenray 1/2. Die weiteren Planungen des Bergwerks gingen in den Bereich des Abbaus der westlichen und nördlichen Feldesteile im Bereich des Schachtes Friedrich Heinrich 4 sowie um die Schachtanlage Rossenray. 2006 wurden die südlichen Grubenbaue um Schacht Friedrich Heinrich 3 aufgegeben, nach Abschluss der untertägigen Raubarbeiten wurde der Schacht 2007 verfüllt.
Nach der Stilllegung des Bergwerks Walsum 2008 wurde das Baufeld Rheinberg wegen des umstrittenen Abbaus der Kohlevorräte unter dem Rhein nicht übernommen. 2009 wurden etwa 4.200 Mitarbeiter beschäftigt. Die letzte Schicht erfolgte am 21. Dezember 2012, zehn Tage später wurde das Bergwerk stillgelegt. Im Bergwerk West arbeiteten zum Zeitpunkt der Stilllegung noch 1560 Mitarbeiter, von denen rund 1000 zu anderen Zechen der RAG wechselten.
2012 wurden rund 2,5 Mio. Tonnen gefördert. Die höchste Jahresmenge förderte man 1993: etwa 4,17 Millionen Tonnen.
Das Bergwerk West war bis zu seiner Schließung das viertletzte aktive Bergwerk der RAG.